# Qawasqar jezik
Qawasqar jezik (alacaluf, kaweskar, kawesqar, alacalufe, halakwulup; ISO 639-3: alc), jezik Alacaluf Indijanaca u južnom Čileu. Danas je gotovo nestao. Bio je glavni u porodici koja po njemu nosi ime (alacalufan). Ima nešto preživjelih kod Puerto Edena. jedan od dijalekata bio je aksanás. Populacija: 20 (1996 Oscar Aguilera).
Charles A. Zisa (1970) nabraja za dijalekte jezika alacaluf: aduipliin, chono, enoo, yequinahue, taijatof, cauchahua, lecheyel i calen

## Vanjske poveznice
- Ethnologue (14th)
- Ethnologue (15th)
- Lengua Kawéskar